# UFC Fight Night: Machida vs. Munoz
UFC Fight Night: Machida vs. Munoz（ユーエフシー・ファイトナイト：マチダ・バーサス・ムニョス、別名UFC Fight Night 30）は、アメリカ合衆国の総合格闘技団体「UFC」の大会の一つ。2013年10月26日、イングランド・マンチェスターのフォン4u・アリーナで開催された。

## 大会概要
本大会ではリョート・マチダとマーク・ムニョスによるミドル級ワンマッチが組まれた。

### カード変更
負傷などによるカードの変更は以下の通り。
- マイク・ウィルキンソン → ロブ・ホワイトフォード（第2試合）

- アンソニー・ヌジョクアニ → ピオトル・ホールマン（第6試合）

- マグナス・セデンブラド → ニコラス・ムサケ（第8試合）

- マイケル・ビスピン → リョート・マチダ（第12試合）

- トム・ワトソン vs. アレッシオ・サカラ → ワトソンの負傷により中止

- ポール・テイラー vs. アンソニー・ヌジョクアニ → テイラーの負傷により中止

## 試合結果

### プレリミナリーカード
第1試合 ミドル級ワンマッチ 5分3R
○  ブラッド・スコット vs.  マイケル・カイパー ×
1R 4:17 ギロチンチョーク
第2試合 フェザー級ワンマッチ 5分3R
○  ジミー・ヘッテス vs.  ロブ・ホワイトフォード ×
2R 2:17 TKO（三角絞め）
第3試合 フェザー級ワンマッチ 5分3R
○  コール・ミラー vs.  アンディ・オーグル ×
3R終了 判定3-0（29-28、29-28、29-28）
第4試合 女子バンタム級ワンマッチ 5分3R
○  ジェシカ・アンドラージ vs.  ロジー・セクストン ×
3R終了 判定3-0（30-26、30-27、30-26）
第5試合 ミドル級ワンマッチ 5分3R
○  ルーク・バーナット vs.  アンドリュー・クレイグ ×
2R 2:12 リアネイキドチョーク
第6試合 ライト級ワンマッチ 5分3R
○  アル・アイアキンタ vs.  ピオトル・ホールマン ×
3R終了 判定3-0（29-28、30-27、30-27）

### メインカード
第7試合 58kg契約ワンマッチ 5分3R
○  ジョン・リネカー vs.  フィル・ハリス ×
1R 2:51 KO（右ボディブロー）
※リネカーの体重超過によりフライ級から変更。
第8試合 ミドル級ワンマッチ 5分3R
○  ニコラス・ムサケ vs.  アレッシオ・サカラ ×
1R 3:07 腕ひしぎ十字固め
第9試合 ライト級ワンマッチ 5分3R
○  ノーマン・パーク vs.  ジョン・タック ×
3R終了 判定3-0（29-28、29-28、30-27）
第10試合 ライトヘビー級ワンマッチ 5分3R
○  ジミ・マヌワ vs.  ライアン・ジモー ×
2R 4:41 TKO（右足の負傷）
第11試合 ライト級ワンマッチ 5分3R
－  ロス・ピアソン vs.  メルヴィン・ギラード －
1R 1:57 ノーコンテスト（反則）
第12試合 ミドル級ワンマッチ 5分5R
○  リョート・マチダ vs.  マーク・ムニョス ×
1R 3:10 KO（左ハイキック）

### 各賞
ファイト・オブ・ザ・ナイト： ルーク・バーナット vs. アンドリュー・クレイグ
ノックアウト・オブ・ザ・ナイト： リョート・マチダ
サブミッション・オブ・ザ・ナイト： ニコラス・ムサケ
各選手にはボーナスとして5万ドルが支給された。